# Jezerc pri Logatcu
Jezerc pri Logatcu este o arie protejată (arie specială de conservare — SAC, sit de importanță comunitară — SCI) din Slovenia întinsă pe o suprafață de 0,34 ha, integral pe uscat.

## Localizare
Centrul sitului Jezerc pri Logatcu este situat la coordonatele 45°56′53″N 14°13′11″E / 45.948°N 14.2197°E.

## Înființare
Situl Jezerc pri Logatcu a fost declarat sit de importanță comunitară în aprilie 2004 pentru a proteja un număr necunoscut de specii din flora spontană și fauna sălbatică aflate în arealul zonei. Situl a fost protejat și ca arie specială de conservare în februarie 2012.

## Biodiversitate
Situată în ecoregiunea alpină, aria protejată conține 2 habitate naturale: Mlaștini turboase de tranziție și turbării mișcătoare, Depresiuni pe substraturi de turbă de Rhynchosporion.
La baza desemnării sitului se află un număr nedeclarat de specii protejate.